# Christie Laing
Pour les articles homonymes, voir Laing.
Christie Laing  (née le 10 avril 1985 à Vancouver) est une actrice canadienne.

## Biographie
Elle est née à Vancouver et a grandi à White Rock (Colombie-Britannique) en Colombie britannique. Son père vient du Belize et sa mère d'Angleterre.

## Filmographie

### Cinéma
- 2004 : Going the Distance : la fille sexy
- 2006 : Scary Movie 4 de David Zucker : une des filles de Chingy
- 2010 : Tucker et Dale fightent le mal : Naomi
- 2010 : Percy Jackson : Le Voleur de foudre : une des filles d'Aphrodite

### Télévision
- 2000 : 2gether
- 2000 : Freedom (1 épisode)
- 2004 : Sudbury : Rachel
- 2004 : Romeo! : Marin (1 épisode)
- 2004 : The Days : Harris (2 épisodes)
- 2004 : Dead Like Me : une cheerleader (1 épisode)
- 2004-2006 : Smallville : Katherine Goodwin et Wendy (2 épisodes)
- 2005-2006 : Supernatural : le démon de Johnson et Taylor (2 épisodes)
- 2006 : Just a Phase : Amy
- 2005-2007 : Les 4400 : Isabelle (2 épisodes)
- 2007 : Whistler : Keltie (1 épisode)
- 2008 : Kyle XY : Kenzie (1 épisode)
- 2008 : Fear Itself : Kelly (1 épisode)
- 2008 : Troglodyte : Erin
- 2008 : Un souhait pour Noël : la vendeuse
- 2009 : The Assistants : une femme (1 épisode)
- 2010 : Human Target : La Cible : une internée (1 épisode)
- 2010 : L'Amour XXL : Tish
- 2010 : Le garçon qui criait au loup : Tiffany Whit
- 2010 : Tower Prep : la monitrice (1 épisode)
- 2011 : Mes parrains sont magiques, le film : Grandis Timmy : Janice
- 2012 : Les Portes du temps : Un nouveau monde : la dirigeante de Frosh (1 épisode)
- 2013 : Dr Emily Owens : une infirmière (1 épisode)
- 2013 : Veux-tu toujours m'épouser ? : Anna
- 2012-2013 : Arrow : Carly Diggle (6 épisodes)
- 2013 : La Plus Belle Vitrine de Noël (Window Wonderland) : Megan
- 2013-2014 : Once Upon a Time : Marianne (8 épisodes)
- 2014 : Le Mariage de ses rêves (June in January) : Tessa Williams
- 2015 : UnREAL : Shamiqua
- 2015 : Angel of Christmas : Hayley
- 2015 : Un petit cadeau du Père Noël : Rachel
- 2016 : Motive : Mackenzie Usher (1 épisode)
- 2016 : Amour, rupture et littérature : Pamela
- 2016 : La promesse de Noël (The Mistletoe Promise) : Holly
- 2018-2019 : iZombie : Michelle Hunter (saisons 4-5 (7 épisodes))